# Neferure
Neferure (La perfecció de la llum divina) fou la filla preferida de la reina Maatkare Hatxepsut, també anomenada Hatshepsut Khenemetamon. Segons alguns historiadors, en realitat fou la seva única filla.

## Biografia
El seu tutor s'anomenava Senenmut, i era el ministre de la reina. Quan la seva mare va esdevenir faraó, li va transmetre els càrrecs d'«esposa divina», de «filla reial» i de «regent del sud i del nord». La princesa Neferure va morir molt jove perquè a partir de l'any 16 desapareixen totes les mencions a la seva persona. La princesa Neferure, es va casar amb Tutmosis III.